# روان‌شناسی انتقادی
روان‌شناسی انتقادی (به انگلیسی: Critical psychology) رویکردی انتقادی در علم روان‌شناسی است که رفتار فرد را تنها متأثر از فعل و انفعالات روانی او نمی‌داند و بر تحلیل ذهنیت (subjective) فرد در رابطه با محیط پیرامونی او بیشتر از تحلیل رفتار عینی انسان تأکید دارد. این رویکرد روان‌شناسی در واقع یک رویکرد میان رشته‌ای است که دو علم روان‌شناسی و جامعه‌شناسی را به یکدیگر پیوند می‌دهد.
روانشناسان انتقادی معتقدند که مکاتب مختلف علم روان‌شناسی تأثیر جامعه و به‌طور مشخص روابط پیچیده قدرت و تبعیض‌های ناشی از اختلافات طبقاتی در میان گروه‌های مختلف اجتماعی، بر سلامت روانی و جسمی انسان را نادیده می‌گیرد و اختلالات روانی فرد را بدون در نظر گرفتن نقش جامعه و تأثیرات روانی ناشی از تعامل فرد با محیط پیرامونی اش مورد بررسی و تحلیل قرار می‌دهد.
روان‌شناسی انتقادی همان‌طور که از نامش پیداست نظریه‌ها و تحقیقات مبتنی بر سنتهای فکری علم روان‌شناسی را برای تحلیل ذهنیت فرد کافی نمی‌داند و تأثیر زندگی روزمره فرد، رابطه او با جهانی که او در آن زندگی می‌کند، پیش زمینه‌های فرهنگی، اجتماعی و تاریخی را بر روی روان و رفتار انسان مورد توجه و تأکید قرار می‌دهد.

## بنیانگذار
بنیانگذار روان‌شناسی انتقادی کلاوس هولزکمپ (به آلمانی Klaus Holzkam؛ ۱۹۲۷–۱۹۹۵) مدرس دانشگاه آزاد برلین است. هولزکمپ مؤسس روان‌شناسی انتقادی در آلمان نیز هست. ایده‌های هولزکمپ نسل‌هایی از محققان و دست‌اندرکاران جوان را که از عملکرد سیاسی-اجتماعی روان‌شناسی و علوم انسانی ناراضی بودند، تحت تأثیر قرار داد و باعث شد تا این سؤال اصلی در بین روانشناسان و پژوهشگران علوم انسانی مورد توجه قرار بگیرد که اگر روان‌شناسی علم مطالعه بر روی ذهنیت افراد است، آیا نباید عوامل تأثیرگذار بر ذهن انسان نیز مورد توجه علم روان‌شناسی قرار گیرد؟
هولزکمپ ابتدا از طریق تحقیقات تجربی خود در زمینه‌های ادراک، شناخت و روان‌شناسی اجتماعی شناخته شد. در این زمینه، او آثار معرفت‌شناختی «نظریه و آزمایش در روان‌شناسی» (۱۹۶۴) (به آلمانی: Theorie und Experiment in der Psychologie) و «علم به مثابه عمل» (۱۹۶۸)(به آلمانی:Wissenschaft als Handlung) را نوشت.
در این آثار، هولزکمپ به تناقض اساسی میان تأکید سنتهای پیشین روان‌شناسی بر آزمایش به عنوان مرجع اصلی تحلیل تحولات روانی و رفتاری فرد و شفاف‌سازی ناکافی «مشکل بازنمایی» توجه دارد. به عبارت دیگر هولزکمپ معتقد بود یافته‌های تجربی رویکردهای مختلف در علم روان‌شناسی با نظریه‌های روانشناختی مبتنی بر آنها، دچار یک تناقض ذاتی هستند.
هولزکمپ در نوشته‌های خود تأکید می‌کند که تناقضات تحلیلی موجود در روان‌شناسی موجب گرایش تناقضات مفهومی، اشتباه واقعیت با مفاهیم نظری، انعطاف‌ناپذیری جزمی نظریه‌ها و در نهایت، رکود علم روان‌شناسی می‌شود.

## زندگی روزمره
روانشناسی انتقادی بر مطالعه و درک عمل (Action) انسان در زندگی روزمره او تاکید دارد. این رویکرد انتقادی در روانشناسی به دنبال معرفی نوع جدیدی از روانشناسی نیست، بلکه معتقد است که سنتها و رویکردهای فکری موجود در علم روانشناسی باید خود را در راستای درک بهتر رفتارهای روزمره انسان قرار دهد. این سنت روانشناسی تاکید دارد که روانشناسی کنونی قادر به حل مشکلات انسانی نیست و نیازمند تغییر رویکرد و تمرکز بر مسائل واقعی انسان در بستر وقایع و اتفاقاتی است که زندگی روزمره او رخ می دهد.
به این ترتیب برخلاف سایر سنن روانشناسی که مطالعه رفتار فرد را در برشی از زندگی او مورد مطالعه قرار می دهند، روانشناسی انتقادی خواهان بررسی عمل انسان در فرایند بدون توقف زندگی هر روزه اوست.